# Salmo-Priest Wilderness
Die Salmo-Priest Wilderness ist ein 41.335 Acres (167,28 km²) großes Wildnisgebiet in den Selkirk Mountains im äußersten Nordosten des US-Bundesstaates Washington, das innerhalb des Colville National Forest und des Kaniksu National Forest liegt. Der nächstgelegene Ort ist Metaline Falls.

## Topographie
Die hochgelegene Salmo-Priest Wilderness ist ein in etwa Gabelbein-förmiges Gebiet in den Hochlagen der Selkirk Mountains, von denen zwei Bergketten sich am 6.828 ft (2.081 m) hohen Salmo Mountain treffen. Die östliche Kette liegt etwas tiefer, ist stärker bewaldet, abgerundeter und daher besser zugänglich als die steilwandige, felsgekrönte westliche Kette. Bäche haben tiefe Abflussrinnen in beide Ketten gegraben, welche in den Priest River in Idaho im Osten und über den Sullivan Creek und den Salmo River in den Pend Oreille River im Westen abfließen.

## Fauna
Das zerklüftete Gebiet beherbergt mehrere gefährdete und bedrohte Arten, darunter Wald-Caribous, Grizzlys und Wölfe.  Die Selkirk Mountains, insbesondere die Salmo-Priest Wilderness, sind das letzte verbliebene Rückzugsgebiet für Wald-Caribous in den Continental United States. Verbreitete Tierarten sind Maultierhirsch, Weißwedelhirsch, Wapiti, Amerikanischer Schwarzbär, Puma, Rotluchs, Silberdachs, Baummarder, Kanadischer Luchs, Dickhornschaf und Elch.

## Flora
Ein Großteil der Salmo-Priest Wilderness besteht aus Beständen von Douglasien und Westamerikanischen Hemlocktannen. Primärwald aus Riesenlebensbaum gibt es ebenso im Gebiet.

## Wandern
Der Pacific Northwest National Scenic Trail quert die Salmo-Priest Wilderness. Etwa 23 mi (37 km) (von insgesamt 1.200 mi (1.931 km)) des PNT liegen in diesem Wildnisgebiet. Der 29,7 mi (47,8 km) lange Shedroof Divide Trail, 1981 als National Recreation Trail ausgewiesen, verläuft gleichfalls durch das Gebiet.

## Trivia
Das Gebiet der Salmo-Priest Wilderness ist Heimat der fiktionalen Kleinstadt Twin Peaks, des Schauplatzes der beliebten TV-Serie der ABC selben Namens, die erstmals 1990–92 ausgestrahlt wurde.